# Museo Paludi di Celano
Il Museo Paludi, inaugurato nel 1999 come museo della preistoria, è un centro polifunzionale situato in località Paludi, lungo la strada Circonfucense nel comune di Celano, in Abruzzo.
Dal dicembre 2014 il Ministero della cultura lo gestisce tramite il Polo museale dell'Abruzzo, divenuto nel dicembre 2019 Direzione regionale Musei.

## Storia
La struttura museale è stata costruita dopo alcuni anni dalla scoperta dell'insediamento palafitticolo di Celano-Paludi, tornato alla luce a cominciare dal 1984 anno in cui nell'area ebbero inizio alcune operazioni di scavo che evidenziarono, in un primo momento una ricca presenza di materiale ligneo e ceramico e, successivamente, grazie agli studi e ad ulteriori azioni di scavo di tipo archeologico, riportarono alla luce un villaggio palafitticolo sorto sulle rive del Fucino, i cui approdi sarebbero risalenti ad un arco temporale che spazia tra i 3600 e i 3700 anni fa, mentre il suo ampliamento più importante risale al XII secolo a.C.

## Collezioni

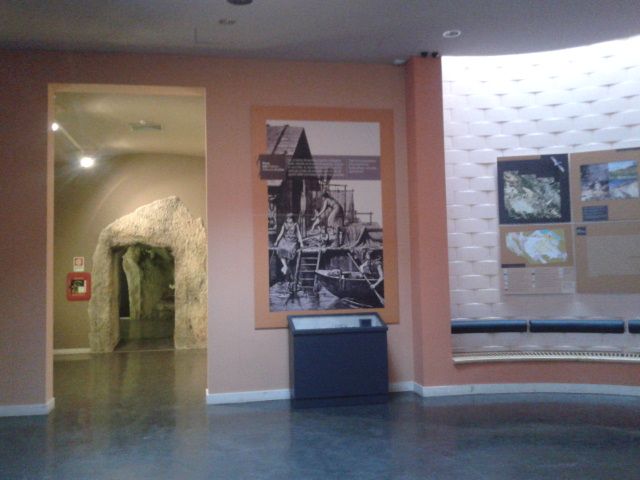
Interno del museo

Si tratta di reperti che spaziano dall'età del Bronzo all'epoca romana.
Il progetto dell'edificio museale, in buona parte seminterrato, è degli architetti Ettore De Lellis e Pierluigi Natalucci. La particolarità della struttura è data dalla sua forma che richiama le tombe a tumulo di epoca protostorica, di cui il territorio della Marsica è ricco di testimonianze. Il museo, per alcuni anni dedicato esclusivamente ai reperti di epoca preistorica, ospita, oltre agli spazi espositivi per mostre temporanee e ad una sala conferenze, grandi laboratori di restauro e spazi antropologici in cui viene illustrata la storia della Marsica a cominciare dalle prime frequentazioni nelle grotte e nei villaggi palafitticoli. In alcuni depositi sono state conservate le opere d'arte provenienti dai comuni abruzzesi del cratere sismico che hanno subito danni a causa del terremoto dell'Aquila del 2009.
Il museo, tra i più grandi del centro Italia, copre una superficie di 5000 metri quadrati ed è contiguo ad una palude artificiale che in parte è utilizzata per ricostruire le scene di vita del villaggio palafitticolo. In uno dei laghetti artificiali ci sono diversi resti dei grandi pali di quercia e della necropoli che, solo in quell'area, ha restituito ben sei sepolture a tumulo. Una passerella permette di osservare dall'alto gli ambienti esterni al museo.
Internamente le sale sono così strutturate:
- spazio espositivo, in cui vengono ospitate le mostre temporanee dei reperti archeologici.
- sezione multimediale, con l'illustrazione dei mutamenti climatici ed antropologici del territorio.
- mostra permanente, in cui vengono presentati i reperti provenienti da tutto il territorio regionale risalenti dal paleolitico al I secolo a.C.
- laboratorio di antropologia.
- laboratorio di restauro.
- sala conferenze[6][7].